# 比尔霍罗德基辅斯基

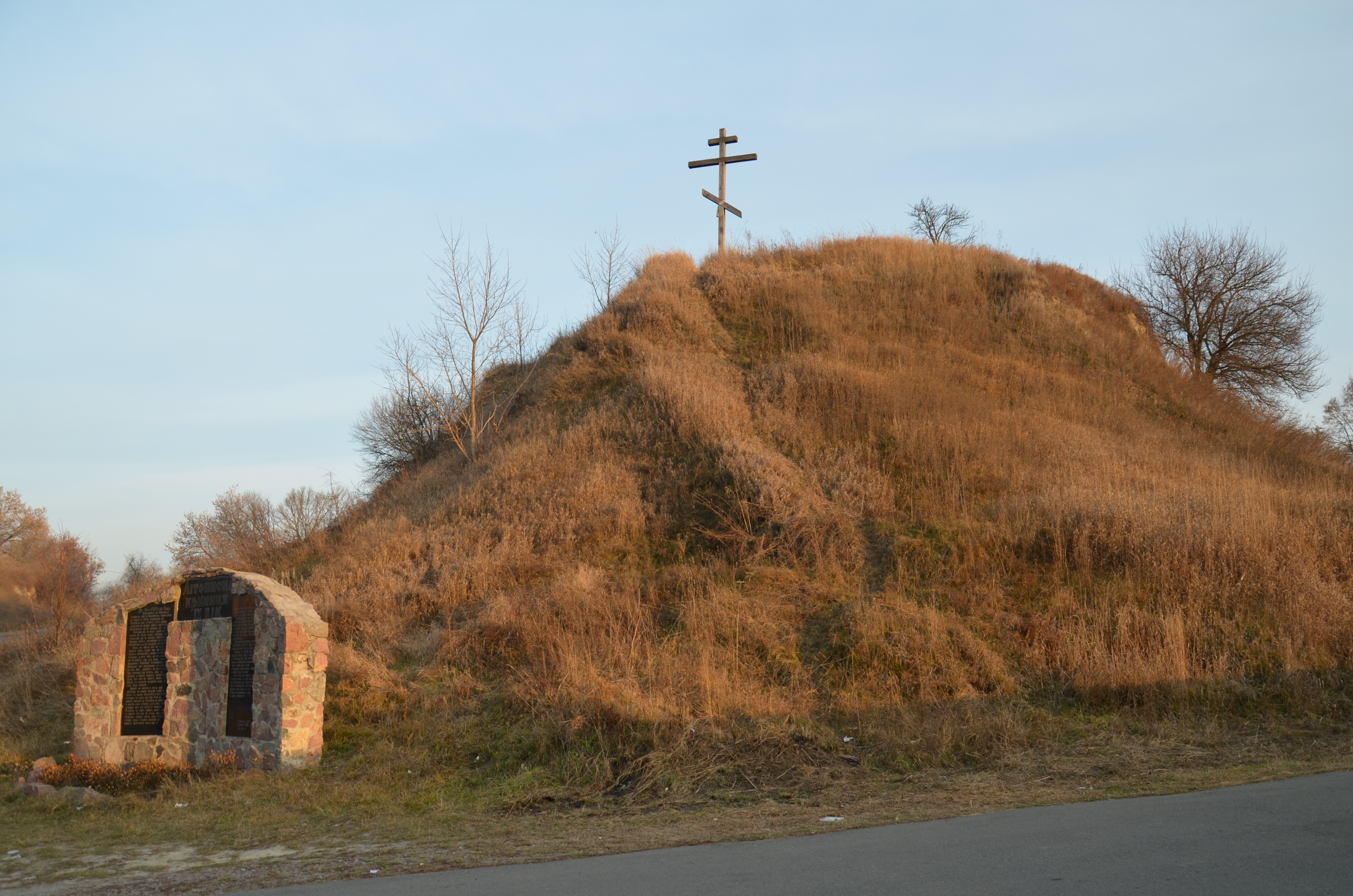
别尔哥罗德基辅斯基

比尔霍罗德-基辅斯基（羅馬化：Bilhorod Kyivskyi）曾是一座有名的基辅罗斯城堡与城市, 位于伊尔平河右岸，位于乌克兰小村落“Bilohorodka”附近。这座城市曾出现于一些编年史中。

## 历史
比尔霍罗德基辅斯基这座城市最早于980年出现在历史书籍中，弗拉基米尔一世·斯维亚托斯拉维奇于991年在这里建起了一座城堡。别尔哥罗德基辅斯基于10-12世纪之间曾高度繁荣，但在西侵的蒙古人消灭基辅罗斯政权后，便很快衰落下去、化为废墟。目前比尔霍罗德基辅斯基的废墟附近有一个小村落仍称为“比尔霍罗德卡（Bilohorodka）”。

## 画廊

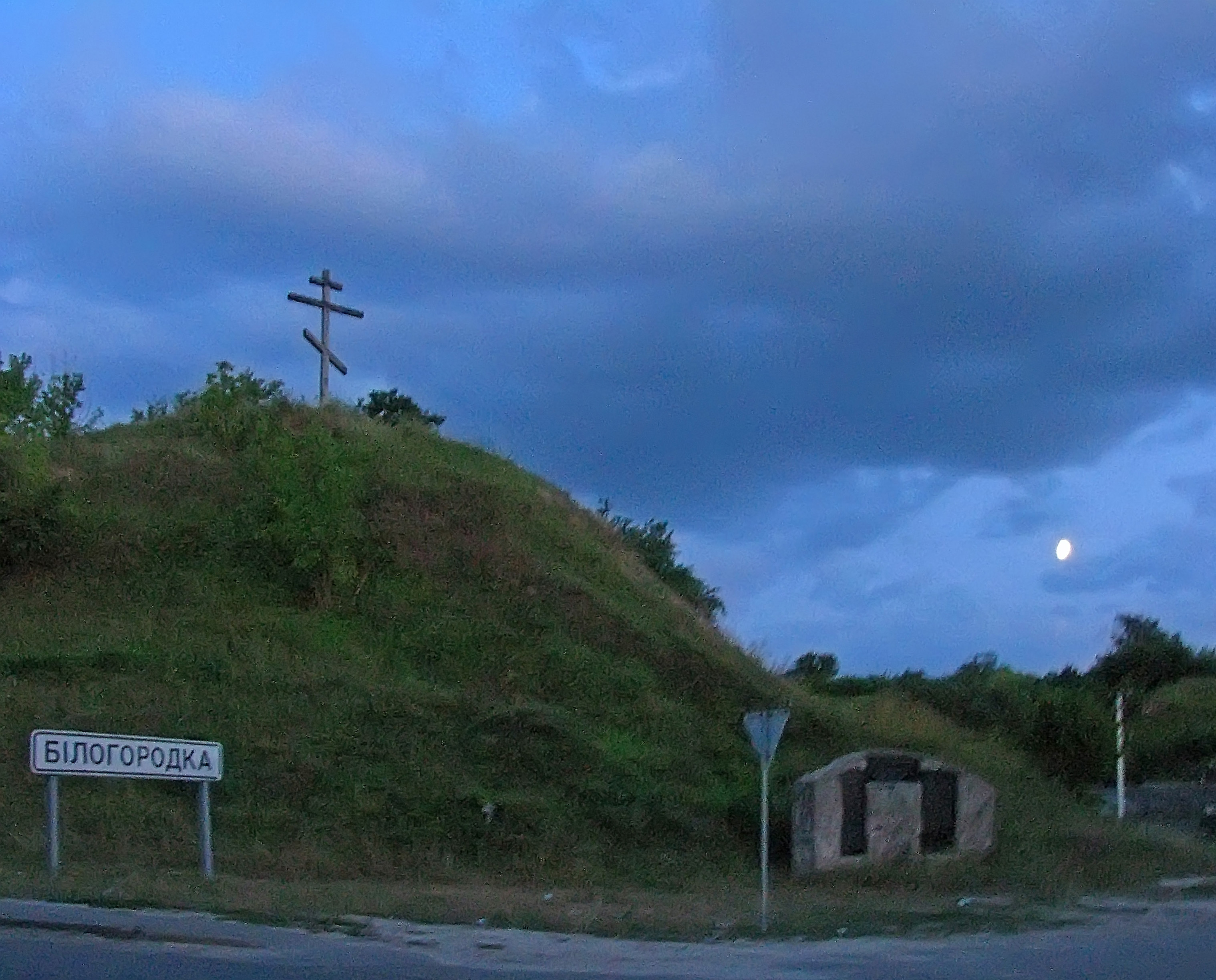
有 1000 年历史的城墙遗迹的要塞山。 国家历史纪念碑。
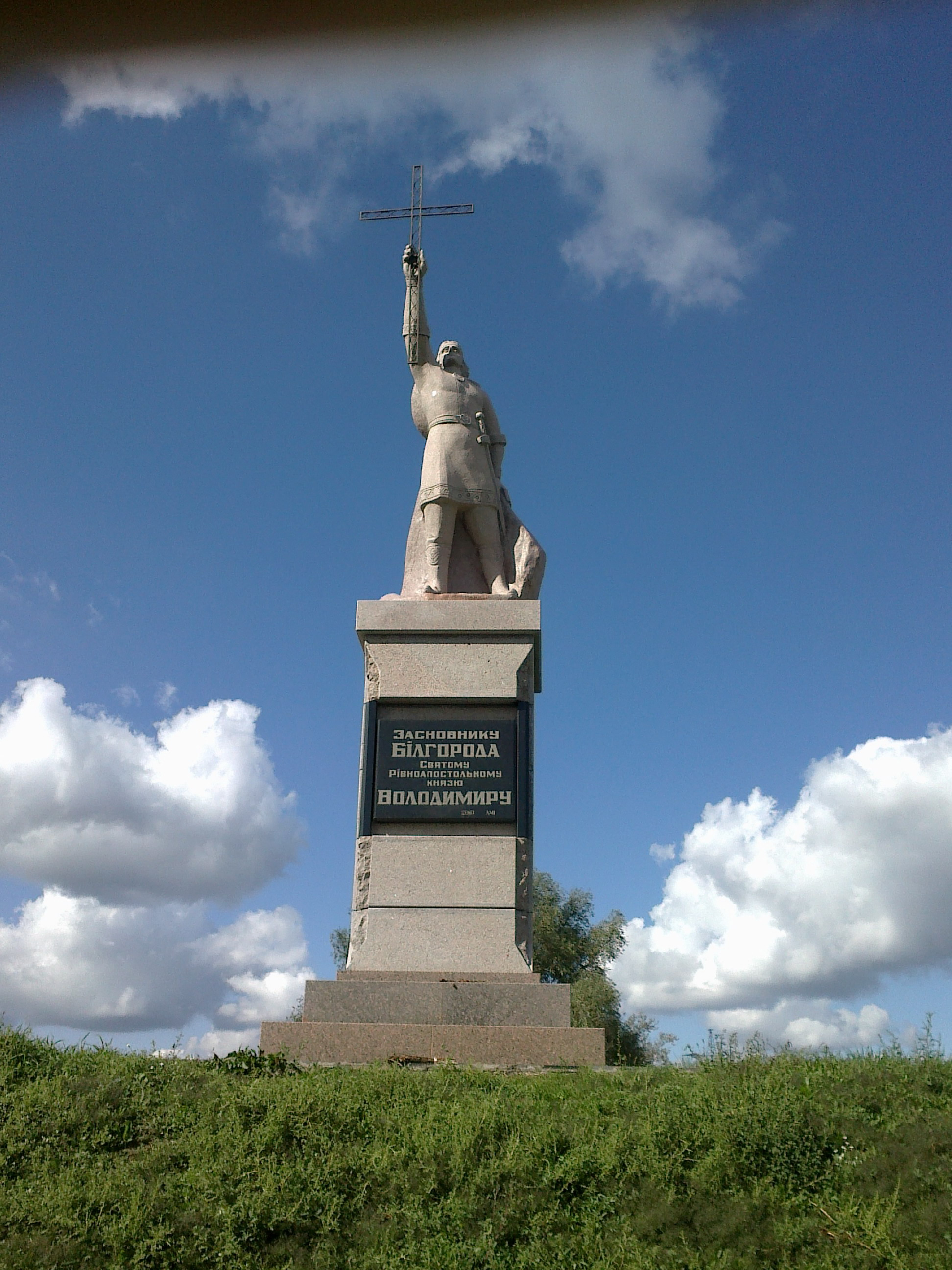
城墙上。 弗拉基米尔王子纪念碑 - 这座城市的创始人。
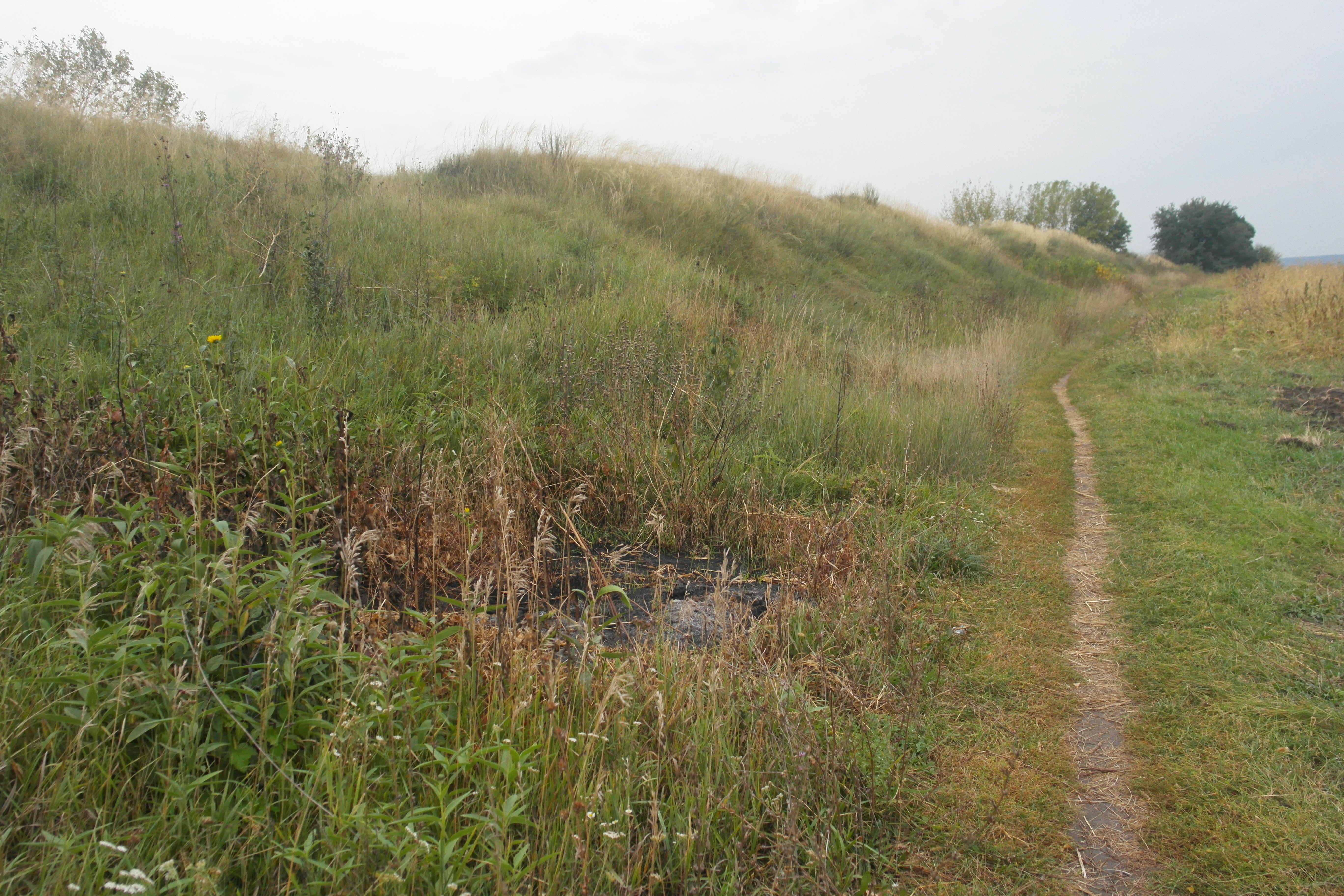
城市的城墙。 国家历史纪念碑。
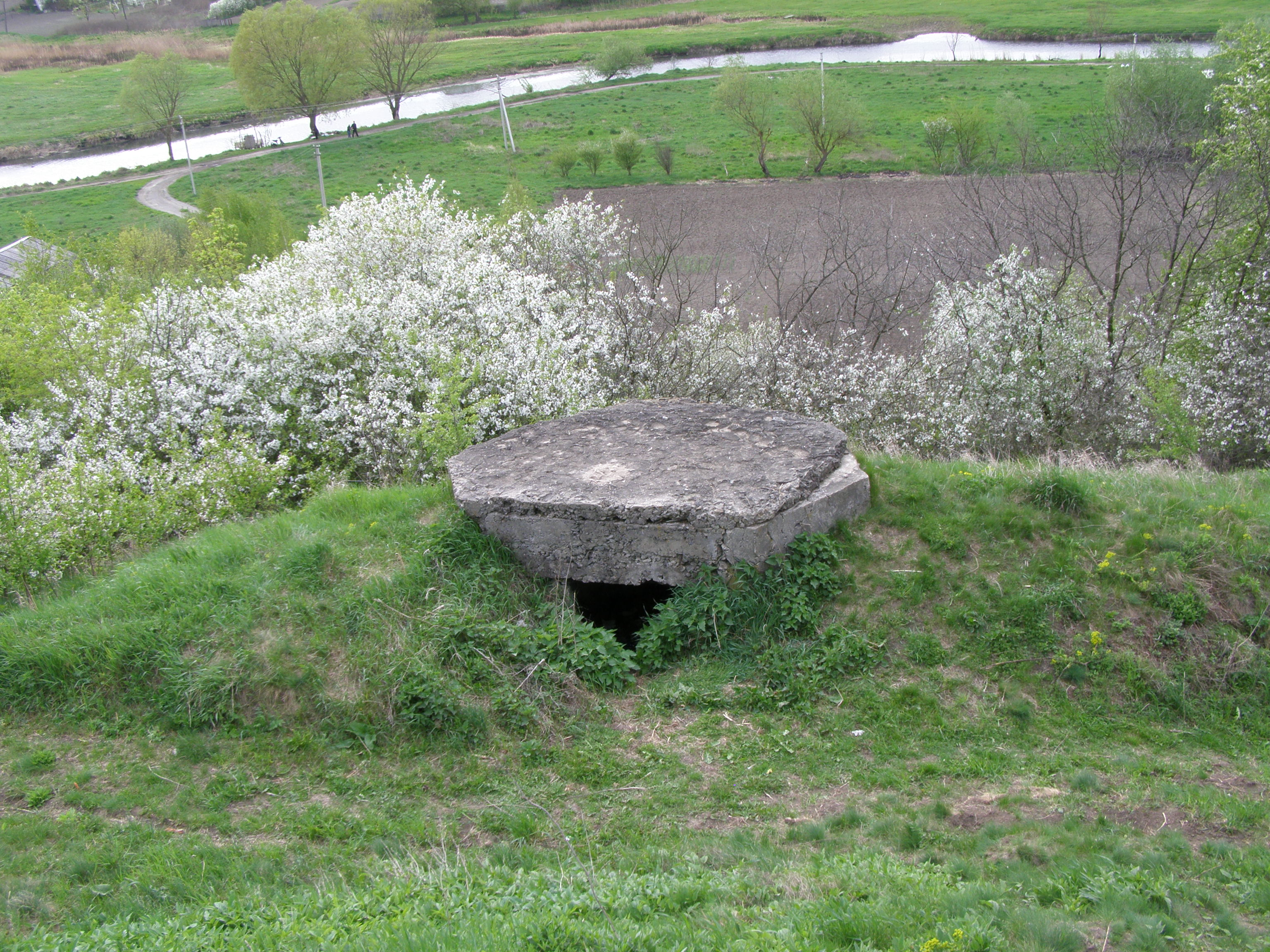
旧城墙中的机枪巢型“Barbet”№380。 历史和技术纪念碑